# Paul Van Wassenhoven
Paulus Guillelmus Maria Josephus (Paul) Van Wassenhoven (Lier, 16 juli 1877 – Lier, 29 januari 1953) was een Belgisch organist en componist.
Hij was zoon van Ludovica Carolina Maria Thys en musicus Theodoor Van Wassenhoven. Ook grootvader Simon Van Wassehnoven en oom Gustaaf Van Wassenhoven waren musicus.
Hij kreeg aldus zijn eerste muzieklessen binnen de familie. Daarna volgde na het 
Sint-Gummaruscollege in Lier de Interdiocesane School in Mechelen. Zijn belangrijkste docent was daar Edgar Tinel met lessen in piano, orgel, harmonieleer, contrapunt en fuga. Na de studie volgde hij Theodoor op als organist van de Sint-Gummaruskerk in Lier en was tussen 1899 en 1953 kapelmeester te Lier en dirigent van het katholieke mannenkoor Orpheus. In Lier werd hij een centrale man in het muziekleven, hij gaf leiding aan diverse ensemble met concerten en operettes. Tevens was hij docent aan het Sint-Gummuruscollege en de plaatselijke rijksnormaalschool; dit bracht ook een aantal composities met zich mee.
Hij schreef werken binnen allerlei genres van liederen tot de opera in vier aktes Fabiola of de kerk der catacomben (1932). De Algemene muziek encyclopedie meldde dat hij wel 200 motetten had gecomponeerd. Een aantal werken bevindt zich in het Stadsarchief van Lier, voor het overige bevindt het zich in het vergeten repertoire.
.